# شيب وشباب
شيب وشباب هو مسلسل مغربي من إخراج عادل الفاضلي تم عرضه لأول مرة على قناة الأولى المغربية في رمضان سنة 2014، ومن بطولة كل من فاطمة الزهراء قنبوع، نادية النيازي، عزيز الفاضلي، سعاد العلوي، كمال حيمود، حنان بلحوسين، تيليلا، وغيرهم.

## قصة المسلسل
يحكي المسلسل قصة عائلة مكونة من فتاة في سن المراهقة وجَدّتيها اللّتين اضطرّتا للاعتناء بها بعد أن ذهب والديها إلى كندا للبحث عن عمل في مجال هندسة الحسابات.